# Християнство и култура
„Християнство и култура“ е българско списание, основано през 2002 г. Първоначално списанието е издавано от Фондация Българска наука и култура, а от 2007 г. – от фондация Communitas.
Теми на изследванията, публикувани в списанието, са отношенията между религиите, отношенията между държавата и християнството, влиянието на християнството в културата и изкуството, съдбата на православието в най-новата българска история, ролята на християнството в съвременните обществени процеси и др.
Списание „Християнство и култура“ излиза в 10 броя годишно и се подготвя от два редакционни екипа. Редакционният екип с главен редактор Момчил Методиев в състав В. Домусчиева, Д. Спасов и Т. Николов подготвя шест броя и си поставя за цел да разглежда актуални и дискусионни проблеми от областта на християнството и културата. Редакционният екип с главен редактор проф. К. Янакиев в състав проф. Г. Каприев, проф. Ц. Бояджиев и Н. Трейман подготвя четири броя с академична насоченост.